# Meerweib (1623)
«Meerweib» (1623) (пол. «Panna Wodna», укр. «Сирена») — пінас військового флоту Речі Посполитої.

## Історія
Ймовірно, збудований 1623 у Гданську. Під командуванням Адольфа фон Аргена (нім. Adolf von Argen) 28 листопада 1627 брала участь у битві під Оливою. Обстрілював шведський галеон «Tigern», допомагаючи його захопленню флагманським галеоном «Ritter Sankt Georg».
2 грудня 1627 був висланий для розвідки разом з «Fliegender Hirsch», Gelber Löwe, «Arche Noah». Повернувся першим 10 грудня, зазнавши пошкоджень через шторм. У складі ескадри з «Schwarzer Rabe», «Gelber Löwe» i Feniks (1628) був висланий 15 квітня 1628 на розвідку. Повернувся 23 квітня з захопленим гамбурзьким кораблем.
6 липня 1628 шведське військо з артилерією атакувало флот в гирлі Вісли біля замку Віслоустя (нім. Weichselmünde). «Meerweib» без втрат відійшов з кораблями вверх по ріці.
В ході 30-річної війни у січні 1629 король Сигізмунд ІІІ Ваза віддав кораблі свого флоту Католицькій Лізі. «Meerweib» з кораблями прибув 8 лютого до Вісмару. Кораблі були блоковані дансько-шведським флотом. 22 січня 1632 Вісмар капітулював і кораблі захопили шведи. «Meerweib» ввели до шведського флоту і його подальша доля невідома.